# Hahnia barbata
Hahnia barbata là một loài nhện trong họ Hahniidae.
Loài này thuộc chi Hahnia. Hahnia barbata được Robert Bosmans miêu tả năm 1992.